# Red Roses for a Blue Lady (Vic Dana)
Red Roses for a Blue Lady è il sesto album del cantante pop statunitense Vic Dana, pubblicato dalla Dolton Records nel marzo del 1965 .

## Tracce

### LP (1965, Dolton Records, BLP-2034/BST-8034)
Lato A
1. Red Roses for a Blue Lady – 2:45 (Sid Tepper, Roy C. Bennett (Israel Brodsky))
2. I'll Be Around – 2:34 (Alec Wilder)
3. You're My Everything – 2:18 (testo: Mort Dixon, Joe Young – musica: Harry Warren)
4. I'll See You in My Dreams – 2:29 (testo: Gus Kahn – musica: Isham Jones)
5. I'm in the Mood for Love – 2:37 (testo: Dorothy Fields – musica: Jimmy McHugh)
6. I'll Be Seeing You – 2:42 (testo: Irving Kahal – musica: Sammy Fain)

Durata totale: 15:25
Lato B
1. You Were Meant for Me – 2:29 (testo: Arthur Freed – musica: Nacio Herb Brown)
2. Love After Midnight – 2:45 (Bert Kaempfert, Herbert Rehbein)
3. Once in a While – 2:24 (testo: Bud Green – musica: Michael Edwrads)
4. It Had to Be You – 2:24 (testo: Gus Kahn – musica: Isham Jones)
5. I'd Trade All of My Tomorrows (For Just One Yesterday) – 2:18 (Henry Lou Carson)
6. I'll Get By – 2:15 (testo: Roy Turk – musica: Fred Ahlert)

Durata totale: 14:35

## Musicisti
- Vic Dana – voce

### Produzione
- Dic Glasser – produzione
- Ernie Freeman – arrangiamenti
- "Lanky" Linstrot – ingegnere delle registrazioni
- Studio Five – design e foto copertina album originale[2]

## Classifica
Album
| Anno | Classifica | Posizione raggiunta |
| ---- | ---------- | ------------------- |
| 1965 | TOP LP's   | 13                  |